# Chiara Cainero
Chiara Cainero (née le 24 mars 1978 à Udine, dans le Frioul-Vénétie Julienne) est une tireuse sportive italienne.

## Biographie
Cainero a pris part à trois Jeux olympiques en devenant la première femme italienne qui à gagner la médaille d’or aux Jeux olympiques de Pékin.

## Palmarès

### Jeux olympiques
- Jeux olympiques de 2008 à Pékin (Chine) :
  -  Médaille d'or sur l'épreuve de skeet.
- Jeux olympiques de 2016 à Rio de Janeiro (Brésil)
  -  Médaille d'argent sur l'épreuve de skeet[2].

### Championnats du monde
- Championnats du monde de tir 2006 à Zagreb (Croatie) :
  -  Médaille d'argent sur l'épreuve de skeet.

- Championnats du monde de tir 2007 à Nicosie (Chypre) :
  -  Médaille de bronze sur l'épreuve de skeet.

### Championnats d'Europe
- Championnats d'Europe de tir 2006 à Maribor (Slovénie) :
  -  Médaille d'or sur l'épreuve de skeet.

- Championnats d'Europe de tir 2007 à Grenade (Espagne) :
  -  Médaille d'or sur l'épreuve de skeet.

- Championnats d'Europe de tir 2013 à Suhl (Allemagne) :
  -  Médaille d'or sur l'épreuve de skeet.

- Championnats d'Europe de tir 2014 à Sarlóspuszta  (Hongrie) :
  -  Médaille d'or sur l'épreuve de skeet.

- Championnats d'Europe de tir 2016 à Lonato (Italie) :
  -  Médaille d'or sur l'épreuve de skeet.

## Décorations
- Commandeur de l'Ordre du Mérite de la République italienne.
- Collier d'or du Mérite sportif.